# The Black Bag
The Black Bag er en amerikansk stumfilm fra 1922 af Stuart Paton.

## Medvirkende
- Herbert Rawlinson som Billy Kirkwood
- Virginia Valli som Dorothy Calender
- Bert Roach som Mulready
- Clara Beyers som Mrs. Hallam
- Charles King som Freddie Hallam
- Herbert Fortier som Samuel Brentwick
- Lew Short som Burgoyne
- John B. O'Brien som Martin